# Zelena Partija (Bulharsko)

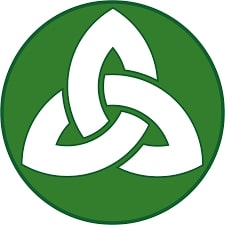
Logo bulharské strany Zelena Partija

Zelena Partija (v bulharštině Зелена партия – Българските зелени) je bulharskou politickou stranou zaměřenou na ochranu životního prostředí. Je součástí Koalice pro Bulharsko, sdružení stran vedených Bulharskou socialistickou stranou. V posledních volbách v roce 2005 získala tato koalice 34,2 % - tj. 82 poslaneckých křesel z celkového počtu 240. Strana nemá v současnosti žádného poslance, její zájmy však zastupuje Dimitar Bongalo, ministr spravedlnosti bulharské vlády.
Je členem Evropské strany zelených.